# Bunuri mobile din domeniul științele naturii clasate în patrimoniul cultural național al României aflate în județul Vrancea
Acestă listă conține bunurile mobile din domeniul științele naturii clasate în Patrimoniul cultural național al României aflate la momentul clasării în județul Vrancea.

## Tezaur
| Foto | Informații generale                    | Detalii tehnice                                                                    | Descriere | Deținător               | Legături |
| ---- | -------------------------------------- | ---------------------------------------------------------------------------------- | --- | ----------------------- | -------- |
|      | Taxus baccata                          | Descoperit: jud. Vrancea, Focșani, Grădina Publică Dimensiuni: I: 230 mm; L: 18 mm | Relict terțiar. Monument al naturii. Specie vulnerabilă înscrisă pe Lista Roșie. | Muzeul Vrancei, Focșani | Cimec    |
|      | Taxus baccata (L.)                     | Descoperit: jud. Vrancea, Focșani, Grădina Publică Dimensiuni: I: 280 mm; L: 21 mm | Fragment de ramură a arborelui de tisă cu frunze și flori. Relict terțiar. Monument al naturii. Specie vulnerabilă înscrisă pe Lista Roșie.                                                                  | Muzeul Vrancei, Focșani | Cimec    |
|      | Eritrichium nanum (AII) (Schrad, 1820) | Descoperit: M-ții Ceahlău Dimensiuni: I: 70 mm; L: 6 mm                            | Endemism. Specie foarte rară, în pericol de extincție, inclusă pe Lista Roșie. | Muzeul Vrancei, Focșani | Cimec    |
|      | Eritrichium nanum (AII) (Schrad, 1820) | Descoperit: M-ții Ceahlău Dimensiuni: I: 75 mm; L: 6 mm                            | Endemism. Specie foarte rară, în pericol de extincție, inclusă pe Lista Roșie. | Muzeul Vrancei, Focșani | Cimec    |
|      | Eritrichium nanum (AII) (Schrad, 1820) | Descoperit: M-ții Ceahlău Dimensiuni: I: 95 mm; L: 7 mm                            | Endemism. Specie foarte rară, în pericol de extincție, inclusă pe Lista Roșie. | Muzeul Vrancei, Focșani | Cimec    |
|      | Leontopodium alpinum (Cass, 1821)      | Descoperit: M-ții Ceahlău Dimensiuni: I: 125 mm; L: 25 mm                          | Planta este reprezentată prin tulpină, frunze și inflorescențe sub formă de capituliforme. Specie monument al naturii pentru raritate și frumusețe. Specie în pericol de extincție, înscrisă pe Lista Roșie. | Muzeul Vrancei, Focșani | Cimec    |
|      | Eritrichium nanum (AII) (Schrad, 1820) | Descoperit: M-ții Ceahlău Dimensiuni: I: 98 mm; L: 5 mm                            | Plantă întreagă cu flori. Endemism, valoare științifică și documentară, areal limitat (Carpații românești). Specie inclusă pe Lista Roșie, foarte rară și în pericol de extincție.                           | Muzeul Vrancei, Focșani | Cimec    |
|      | Eritrichium nanum (AII) (Schrad, 1820) | Descoperit: M-ții Ceahlău Dimensiuni: I: 95 mm; L: 7 mm                            | Endemism. Specie inclusă pe Lista Roșie, foarte rară și în pericol de extincție. | Muzeul Vrancei, Focșani | Cimec    |
|      | Leontopodium alpinum (Cass, 1821)      | Descoperit: M-ții Ceahlău Dimensiuni: I: 170 mm; L: 40 mm                          | Specie monument al naturii. Specie în pericol de extincție, înscrisă pe Lista Roșie. | Muzeul Vrancei, Focșani | Cimec    |